# Ceyhan
Ceyhan este un oraș din Turcia.